# I-camp/Neues Theater München

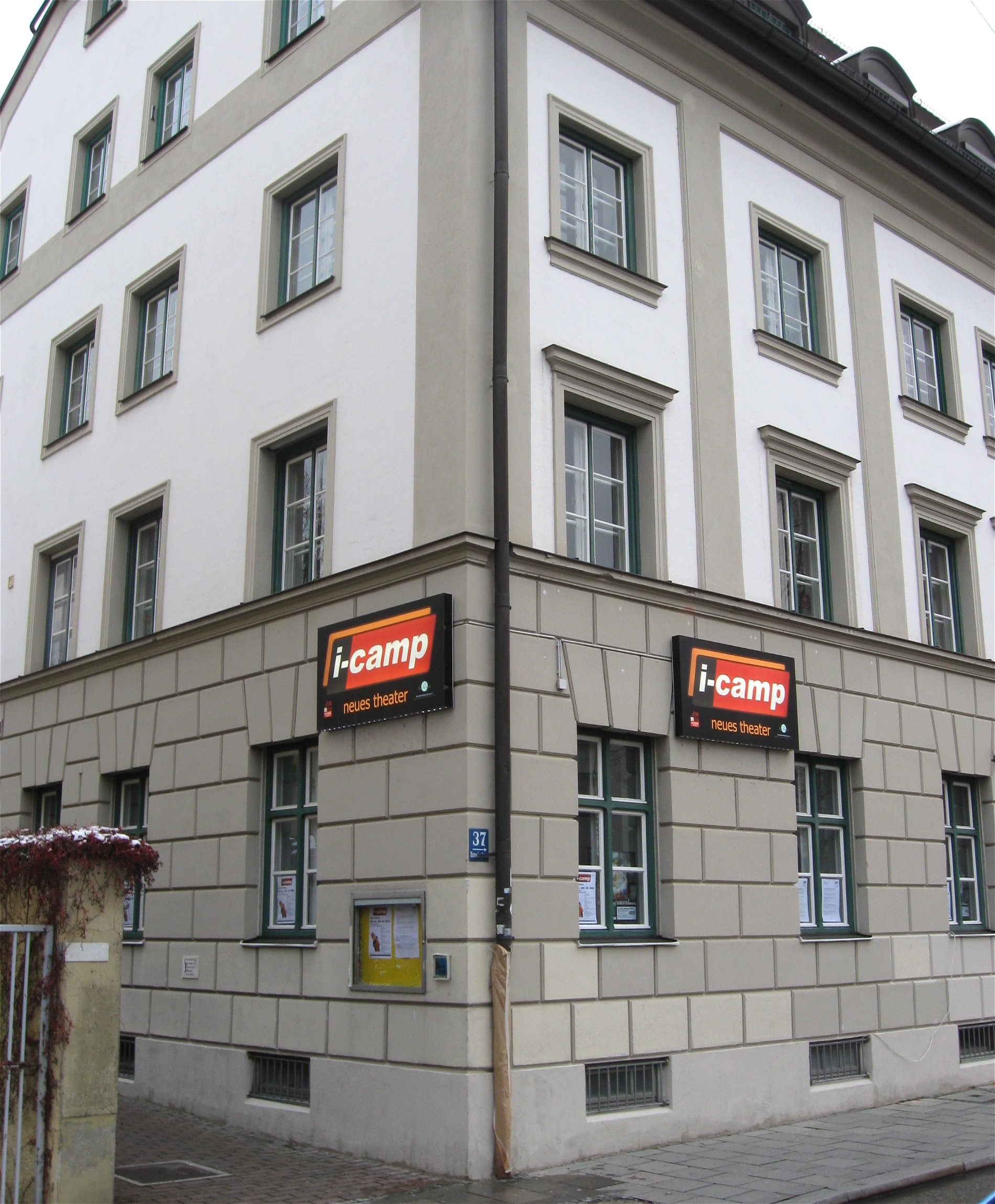
Theatergebäude

i-camp/neues theater münchen, kurz i-camp und ehemals Neues Theater München (NT), heute HochX Theater und Live Art, bestand von 1993 bis 2015 im Münchner Stadtteil Au.
Die Räumlichkeiten des ehemaligen Kolpingsaals in der Entenbachstraße dienten zuvor unter anderem als provisorische Unterkunft des Theater der Jugend (heute: Schauburg). Nach der Neuausschreibung im Jahr 2015 durch das Kulturreferat der Landeshauptstadt München wird das Haus seit Januar 2016 unter neuer Leitung unter dem Namen HochX betrieben und im Herbst 2016 wiedereröffnet.

## Schwerpunkte
Der Schwerpunkt des Hauses lag im Bereich der zeitgenössischen, darstellenden Kunst, v. a. zeitgenössisches Theater, zeitgenössischer Tanz, Performance, zeitgenössischer Musik, Produktionen zu elektronischen Medien und genre-übergreifende Arbeiten. Seit 2012 zeigte das i-camp zudem mit der Reihe courage_loading Produktionen, die sich mit aktuellen, globalen Tagesthemen auseinandersetzten. Zu sehen waren Produktionen zum aktuellen Geschehen im Iran, in Syrien und im Kongo sowie Arbeiten zum Thema Arabische Revolution, zur Personenüberwachung und zum Verhältnis Staat und Individuum.

## Auftrag und Umsetzung
Das i-camp fungierte auf Beschluss des Stadtrates der Landeshauptstadt München von 1992 als sogenannte ensemblefreie Infrastruktureinrichtung für freie Theater- und Tanzkompanien.
Gemäß diesem Auftrag stand das i-camp vorrangig Münchener Künstlern als Aufführungsort sowie für Probenprozesse zur Verfügung. Das Haus gewährleistete über mehr als 20 Jahre durch seine feste Infrastruktur einen kontinuierlichen und verlässlichen Anlaufpunkt für geförderte und frei veranstaltete Produktionen.

Zur Aufführung kamen zudem Gastspiele der nationalen und internationalen Szene, u. a. im Rahmen verschiedener internationaler Festivals der Landeshauptstadt München, wie etwa DANCE, SPIELART oder Rodeo München.

Von der Gründung im Oktober 1993 bis zur Auflösung Ende 2015 wurden rund 900 Produktionen, z. T. in Kooperation oder Koproduktion, auf die Bühne gebracht; im Jahr 2014 die Uraufführung Schwanengesang.

## Träger und Leitung
Geführt wurde das Haus vom Theaterverein München e. V., dessen Vorstand für die künstlerische Leitung langjährig Verantwortung trug und die Idee eines betreuten, aber nicht kuratierten Ortes der Münchner Kultur verstetigte.

## Allgemeine Informationen
Sitzplätze: Je nach Produktion bis maximal 165 Plätze. Freie Sitzplatzwahl.

## Kooperationen und Engagement
Das i-camp unterhielt u. a. eine Kooperation mit Kulturraum München, einem Projekt des gemeinnützigen Vereins Kulturloge München e. V., das kostenfreie Tickets für Kulturveranstaltungen an Menschen mit geringem Einkommen vermittelt. Eine weitere Kooperation unterhielt das Haus mit dem Studentenwerk München, mit dem es gemeinsam junges, theateraffines Publikum an die zeitgenössische, darstellende Kunst heranführte. Das i-camp war zudem Mitzeichner der Münchner Initiative Kunst und Kultur für Respekt sowie Partner des Netzwerkes muenchenbuehnen.de.